# Salon de la Marine
Le Salon de la Marine est une manifestation artistique officielle, organisée en moyenne tous les deux ans à Paris, dans les locaux du musée national de la Marine. Son objectif est de témoigner de la richesse et de la variété de l’expression artistique maritime contemporaine.
Y sont exposées les œuvres des peintres officiels de la Marine, ainsi que celles d'artistes confirmés et amateurs invités par un jury à participer au concours du Salon. C'est à l'occasion de cette manifestation que sont publiées les nominations des nouveaux peintres officiels de la Marine.

## Historique

### Création
Le Salon de Marine est créé en 1941, à partir de l’Exposition annuelle de la Société des Peintres de la Marine, qui s'était déroulée entre 1905 et 1914. Le ministère de la Marine prêtait à cette exposition ses locaux de l’ancienne salle du Jeu de Paume donnant sur la place de la Concorde à Paris. 
En août 1941, un décret du chef d’état-major et du secrétaire d’État à la Marine précise leur désir de « favoriser les artistes qui travaillent pour elle, en faisant connaître leurs œuvres récentes à caractère « maritime », et de les associer aux efforts qu’elle poursuit pour faire connaître au public la Marine française et la vie des marins ». Le texte officiel précise que le Salon de la Marine se tiendra chaque année au musée de la Marine, dont l’installation est alors retardée par l'entrée en guerre.

### Lieu d'exposition
Le Salon de Marine est présenté à partir de sa deuxième édition dans les locaux du musée de la Marine à Paris. Il déménage deux fois pour les 6e et 9e éditions au musée Galliera à Paris.
Depuis, il a toujours eu lieu au palais de Chaillot, locaux actuels du musée national de la Marine. 

### Périodicité
Le Salon de la Marine est organisé tous les ans jusqu’en 1966. Il est interrompu en 1968, puis devient bi-annuel à partir de 1972. Il a depuis conservé cette même périodicité.
Le Salon de la Marine est traditionnellement organisé en hiver. En 2000 et 2002, il a été déplacé en été pour alterner avec la Biennale de la photographie maritime, qui a partagé avec lui les locaux du palais de Chaillot.

## Concours et nominations
Le concours et les nominations des peintres de la Marine sont ouverts à toutes les techniques d’arts graphiques : peinture, aquarelle, gouache, dessin, gravure, sculpture, tapisserie et photographie.

### Concours
Les candidats à une participation au concours du Salon de la Marine, artistes professionnels ou amateurs, s’inscrivent en contactant le musée national de la Marine environ neuf mois avant le début du Salon. Ils présentent une ou deux œuvres.
Le président du jury (un officier général de la marine) est nommé par le chef d'état-major de la Marine. Il constitue lui-même son jury, composé de peintres, écrivains, officiers de marine, commissaires d'expositions, critiques…
Les membres du jury sélectionnent les œuvres sur chevalet sans avoir accès au book des artistes ; les œuvres sont présentées accompagnées simplement des coordonnées de l’artiste et des références de l’œuvre.
Le jury attribue les médailles d'or, médailles d'argent et médailles de bronze du Salon de la Marine, et lettres de félicitations du Ministre de la Défense. 
Les peintres officiels de la Marine exposent hors-concours.

### Nominations des peintres de la Marine

#### Peintres agréés
Le Salon est le passage obligé pour obtenir le titre de peintres officiels de la Marine. Les candidats à ce titre envoient une demande de candidature au chef du service historique de la Marine à Vincennes qui gère le statut des peintres.
La sélection des peintres agréés se fait sur le press-book, par un jury présidé par un officier général de marine et constitué d'officiers de marine et des peintres titulaires.
Les peintres agréés sont nommés par arrêté ministériel à l'issue du Salon de la Marine, pour une période de trois ans renouvelable.

#### Peintres titulaires
Pour devenir peintre titulaire, il faut avoir été peintre agréé plus de quatre périodes consécutives, ou avoir dépassé l'âge de soixante ans.
Les peintres titulaires sont nommés par arrêté ministériel à l'issue du Salon de la Marine.

## Palmarès du concours

### 31eSalon de la Marine (1988-1989)
- Palmarès :
  - Lettre de félicitations du ministre de la Défense : Christiane Rosset.

### 32eSalon de la Marine (1990-1991)
- Palmarès :
  - Médaille d'or : Jean-Pierre Le Bras.
  - Médaille d'argent : Stéphane Ruais.

### 33eSalon de la Marine (1992-1993)
- Palmarès :
  - Médaille d'or : Paul Ambille.
  - Médaille d'argent : Pierre Courtois, Christiane Rosset.
  - Médaille de bronze : Claude Lafoy, John Pendray.

### 34eSalon de la Marine (1994-1995)
- Palmarès :
  - Médaille d'argent : Jérome Coüasnon[5].
  - Médaille de bronze : Christiane Rosset.

### 35eSalon de la Marine (1996-1997)
- Palmarès :
  - Médaille de bronze : Christoff Debusschere, Claude Lafoy.

### 36eSalon de la Marine (1998-1999)
- Calendrier : du 16 décembre 1998 au 21 février 1999
- Palmarès :
  - Médaille d'argent : Jean Lemonnier.

### 37eSalon de la Marine (2001)
- Calendrier : du 30 mai 2001 au 27 août 2001[2]
- Palmarès :
  - Médaille d'or : Ronan Olier (Brest, diamant gris, gouache).
  - Médaille d'argent : Patrick Camus.
  - Médaille de bronze : Dirk Verdoorn.

### 38eSalon de la Marine (2003)
- Calendrier : du 28 mai 2003 au 28 septembre 2003[6]
- Palmarès :
  - Médaille d'or : Dirk Verdoorn (Charles de Gaulle et sa cour, acrylique).
  - Médaille d'argent : Bernard Frigière.
  - Médaille de bronze : Éric Bari, Jo Le Marin, Anne Smith.

### 39eSalon de la Marine (2005)
- Calendrier : du 21 septembre 2005 au 27 novembre 2005[7]
- Palmarès : 
  - Médaille d'or : Éric Bari.
  - Médaille d'argent : Yannick Germain, Jean Lemonnier.
  - Médaille de bronze : Anne Smith, Dirk Verdoorn.
  - Lettre de Félicitations du Ministre de la Défense : Bruno Blouch, Yves Chuberre, Joël Favreau dit Jo Le Marin, Gabriel - Diana, Jean Gauttier, Christophe Grimonpon, Claude Lafoy, Lucio Périnotto, Simon Sauvée.

### 40eSalon de la Marine (2007-2008)
- Calendrier : du 7 décembre 2007 au 21 janvier 2008[1]
- Palmarès : 
  - Médaille d'or : aucune médaille d'or n'est attribuée pour la 40e édition
  - Médaille d'argent : Anne Marie Guilleman, Michel Le Deroff.
  - Médaille de bronze : Marie Détrée-Hourrière, Olivier Dufaure de Lajarte, Chesade.
  - Lettre de Félicitations du Ministre de la Défense : Patrick Amorsi, Aurélie Damon, Bernard Dubau, Elisabeth Even, Bernard Frigière, Thierry de Gorostarzu, Christophe Grimonpon, Sylvie Koechlin, Christophe Marmey, Jean-Pierre Lelaidier dit Morio, Christian Revest.

### 41eSalon de la Marine (2009-2010)
- Calendrier : du 25 novembre 2009 au 4 janvier 2010[3],[8],[9]
- Palmarès : 
  - Médaille d'or : Christian Hamard (Pêche au carrelet, huile-sur-toile).
  - Médaille d'argent : Olivier Dufaure de Lajarte, Emmanuel Lemardelé[10].
  - Médaille de bronze : Marie Détrée-Hourrière, Carole Melmoux-Philippot, Jacques Rohaut.
  - Lettre de Félicitations du Ministre de la Défense : Eric Berthou, Isabelle Delannoy, Olivier Desvaux, Viviane Guybert, Gilles Ghez, Helène Legrand, Bruno Lemesle[11], M. Mathieux-Marie, Véronique Navarro, Umberto Nuzzo, Simon Joseph Sauvée, Annie Vernhes-Badault.

### 42eSalon de la Marine (2011-2012)
- Calendrier : du 2 décembre 2011 au 8 janvier 2012[12]
- Palmarès : 
  - Médaille d'or : Christian Hamard.
  - Médaille d'argent : Sylvie du Plessis, Michel Sieurin.
  - Médaille de bronze : Raoul Gaillard, Jean-Pierre Lelaidier dit Morio, Emmanuel Lemardele.
  - Lettre de Félicitations du Ministre de la Défense : Christoffe Curien, Philippe Dannic, Geneviève Decroix, Thierry Du Parc Locmaria, Yannick Germain, Jean-Pierre Guilleron, Sylvie Koechlin, Yves Le Bloas, Denis Leger, Zhongyao Li, Max Loriquet, Franco Salas Borquez, Agathe Verschaffel.

### 43eSalon de la Marine (2014)
- Calendrier : du 12 mars 2014 au 6 avril 2014[13]
- Palmarès[14] : 
  - Médaille d'or : Valérie Le Merrer (Gwin Zegal, huile-sur-toile).
  - Médaille d'argent : François Legrand, Sophie Dabet.
  - Médaille de bronze : Pascal Kobeh, Florence Le Normand de Flaghac.
  - Lettre de Félicitations du Ministre de la Défense : Bertrand de Miollis, Raoul Gaillard, Yannick Germain, Marie-Hélène Puget, Franco Salas-Borquez.